# سقف L.C.P
سقف L.C.P یا (Light Composite Panel) ترکیبی از فولاد و بتن سبک است که عملکردی مرکب داشته و به صورت کاملاً پیش ساخته، در کارخانه تولید و پس از حمل به محل پروژه، با اتصالات جوشی یا مکانیکی، به تیرهای اصلی یا فرعی سازه متصل می‌گردد.
این سقف، توسط مرکز تحقیقات ساختمان و مسکن، وابسته به وزارت راه و شهرسازی، مورد ارزیابی و تأیید قرار گرفته است؛ که با نام تجاری پانل سبک سقفی مرکب شناخته می‌شود. همچنین این سقف، با عنوان (سقف سبک مرکب) در اداره مالکیت صنعتی ایران به عنوان یک اختراع جدید، به ثبت رسیده است.

## مزایا
از مزایای مهم این سقف می‌توان به موارد زیر اشاره کرد:
- کاهش قابل ملاحظه وزن سقف، نسبت به سایر سقف‌ها مانند تیرچه بلوک، کامپوزیت، عرشه فولادی و سقف‌های بتنی (وزن تقریبی این سقف، حدود ۸۰ کیلوگرم بر متر مربع است).
- قابل کاربرد در ساختمانهای مسکونی، تجاری و پارکینگ‌ها.
- کاهش قابل ملاحظه وزن اسکلت در ساختمان‌های فولادی و بتنی، نسبت به سایر سقف‌ها.
- کاهش ابعاد فونداسیون.
- افزایش فوق‌العاده سرعت اجرا نسبت به سایر سقف‌ها.
- کاهش ارتفاع سازه با توجه به ضخامت حداکثر ۱۲ سانتیمتر برای دهانه ۵ متری.
- حذف تیرهای فرعی تا دهانه ۵ متر، که قابلیت افزایش دهانه برای طول‌های بیشتر نیز وجود دارد.
- حذف کامل بتن ریزی، قالب بندی و آرماتوربندی سقف.
- کاهش ارتفاع سقف در مقایسه با سایر سقف‌ها.
- کاهش هزینه تمام شده اسکلت سازه، به دلیل کاهش بار مرده ساختمان.
- کاهش هزینه‌های نیروی انسانی و عوامل اجرایی به دلیلنصب آسان سقف.
- کاهش میزان ارتعاش و لرزش سقف بر اساس نتایج آزمایش‌های انجام شده.
- کاهش خسارت جانی و مالی در هنگام وقوع زلزله، آتش‌سوزی و حتی بارهای ناشی از انفجار، به دلیل عدم وجود آوار ناشی از سقف در اثر این بارها.
- سازگاری مناسب با محیط زیست به دلیل کاربرد مجدد کلیه مصالح مصرفی در سقف.
- سهولت ایجاد بازشوها در سقف بدون نیاز به هیلتی و کمپرسور.[۴][۵][۶]

## آزمایشهای انجام شده
عملکرد فنی این سقف از جهات گوناگون توسط آزمایشگاه سازه مرکز تحقیقات ساختمان و مسکن کشور مورد آزمایش قرار گرفته است. برخی از مهمترین این آزمایش‌ها عبارتند از:
- آزمون بارگذاری متمرکز بر روی سقف.
- آزمون خمش سقف تحت اثر بارهای ثقلی.
- آزمون ارتعاش و تعیین فرکانس طبیعی سقف.
- آزمون مقاومت فشاری بتن سبک مورد استفاده در سقف.
- آزمون کشش ورق از نمونه ورق‌ها و ناودانی‌های بکاررفته در سقف.